# Émeute de Hibiya

Manifestants durant l'émeute.

L'émeute de Hibiya (日比谷焼打事件, Hibiya Yakiuchi Jiken) a lieu à Tokyo le 5 septembre 1905 en protestation aux termes du traité de Portsmouth qui mettait fin à la guerre russo-japonaise de 1904-05.

## Histoire
Bien que la marine impériale japonaise ait remporté une victoire décisive sur la marine impériale de Russie à la bataille de Tsushima et que l'armée impériale japonaise ait capturé Port-Arthur et vaincu l'armée impériale russe à la bataille de Moukden, les forces japonaises sont débordées en Mandchourie et l'économie japonaise ne peut plus fournir un effort de guerre prolongé. Ignorant la situation réelle de la guerre, plusieurs groupes d'extrême-droite organisent une manifestation au parc d'Hibiya dans le centre de Tokyo pour protester contre ce qu'ils considèrent comme des termes humiliants du traité de Portsmouth, annoncé plus tôt dans la journée. 
Les manifestants sont particulièrement opposés à ce que les territoires conquis par le Japon dans la péninsule du Liaodong et le Nord de Sakhaline soient restitués à la Russie et à l'absence de paiement d'indemnités de guerre par la Russie.
La manifestation s'étend au-delà du groupe d'activistes initiaux et une foule commence à se diriger vers le parc d'Hibiya dans la soirée du 5 septembre 1905 pour découvrir que la police a interdit le rassemblement et a barricadé les portes du parc. La foule compte finalement environ 30 000 personnes mais la police refuse toujours d'ouvrir les portes. Les manifestants s'échauffent quelque peu et commencent à marcher vers le palais impérial, tout en saccageant la ville pendant les trois jours suivants.

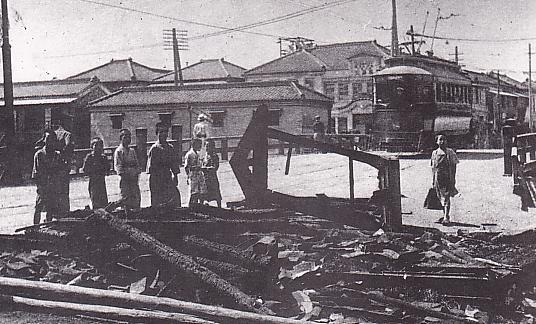
Destructions après l'émeute.

Avant que l'ordre ne soit finalement restauré, les protestants en colère détruisent ou endommagent plus de 350 bâtiments, dont le domicile du ministre des Affaires intérieures, situé juste en face du parc, et 70 % des postes de police de la ville. 17 personnes sont tuées, 450 policiers, 48 pompiers et civils sont blessés, et des centaines de manifestants sont arrêtés. Les nouvelles de la violence à Tokyo provoquent des troubles similaires à Kōbe et Yokohama et plusieurs manifestations non-violentes, discours et rassemblements sont organisés dans tout le Japon pendant les mois qui suivent. Cette agitation contribue principalement à la chute du gouvernement de Katsura Tarō le 7 janvier 1906.
L'émeute de Hibiya marque le début de la période dite « ère de la violence populaire » (民衆騒擾期, minshū sōjō ki). Durant les 13 années suivantes, le Japon sera secoué par une série de violentes manifestations (neuf émeutes différentes uniquement à Tokyo) culminant avec les émeutes du riz de 1918.